# Vighizzolo (Cappella de' Picenardi)
Vighizzolo è una frazione del comune italiano di Cappella de' Picenardi.

## Storia
Vighizzolo è un piccolo centro abitato di antica origine, appartenuto alla Provincia Inferiore del Contado di Cremona.
In età napoleonica (1805) al comune di Vighizzolo fu aggregato il limitrofo comune di Mottaiola de' Padri, ma nel 1810 anche il comune di Vighizzolo fu soppresso, ed aggregato a Pieve San Giacomo.
Vighizzolo recuperò l'autonomia nel 1816, in seguito all'istituzione del Regno Lombardo-Veneto, ma Mottaiola de' Padri ne rimase frazione.
All'Unità d'Italia (1861) il comune di Vighizzolo contava 556 abitanti. Nel 1867 venne aggregato a Cappella de' Picenardi.